# Pfizer
Pfizer (NYSE: PFE) é uma empresa farmacêutica multinacional com sede em Nova Iorque, Estados Unidos. Sua sede de pesquisa e desenvolvimento encontra-se em Groton, Connecticut, e é uma das maiores empresas farmacêuticas do mundo.

## História
Fundada em 1849, em Nova Iorque, pelos primos e imigrantes alemães Charles Pfizer e Charles Erhart, a Pfizer foi pioneira na produção de antibióticos. Hoje, traz em seu portfólio cerca de 100 produtos em diferentes classes terapêuticas para o tratamento de diversas doenças. Globalmente, a companhia tem 46 unidades industriais, distribuídas em 150 países, com a colaboração de 81,9 mil funcionários.
Com investimentos significativos e tecnologia de ponta para a descoberta e o estudo de novos fármacos, a Pfizer é reconhecida por sua inovação. Atualmente, a companhia mantém seis centros de pesquisas de novas moléculas nos Estados Unidos e um na Inglaterra. Milhares de pesquisadores estão envolvidos no desenvolvimento de novas terapias para doenças cardiovasculares, do sistema nervoso central, saúde do homem e da mulher e tratamento de doenças complexas, como câncer e AIDS.
Além de atuar no desenvolvimento e na comercialização de produtos para a saúde humana, a companhia conta com uma divisão dedicada à saúde animal.
Em 2022, a empresa figurou na 43ª posição entre as 500 maiores empresas dos Estados Unidos pela Fortune. A empresa subiu 34 posições em relação ao ano anterior

### No Brasil
No Brasil, a Pfizer é líder em diversos segmentos terapêuticos e exporta seus produtos para 60 países de todos continentes. A Pfizer chegou ao Brasil em 1952. Hoje, a companhia tem 1900 funcionários, distribuídos na Matriz, em São Paulo, uma Unidade Fabril em Itapevi e escritórios em diversas capitais brasileiras. A Pfizer também engloba ações sociais: no Brasil, a empresa investe em projetos sociais e programas de incentivo ao voluntariado, voltados à educação em saúde e reinserção na comunidade. Os projetos apoiados pela companhia são: Expedicionários da Saúde (EDS), Casa do Zezinho, Casa dos Velhinhos Ondina Lobo, Associação Viva e Deixe Viver, Prêmio Pfizer de Educação Ambiental e Tear.

### Em Portugal
A Pfizer chegou a Portugal em 1955 e tem laboratórios no Lagoas Park, em Porto Salvo, Oeiras, no distrito de Lisboa. Em 1956 criaram o Prémio de Investigação Médica em Portugal, mais conhecidos como «Prémios Pfizer», que, ao longo dos anos distinguiram inúmeros investigadores portugueses de renome. Em dezembro de 2016, a farmacêutica nomeou Paulo Teixeira como director-geral.

## Tratamento contra COVID-19

### Vacina para a COVID-19
No início de dezembro de 2020, a Pfizer foi uma das primeiras empresas a ter sua própria vacina contra a COVID-19, a Tozinameran, liberada para uso emergencial, cuja autorização foi dada pelo Reino Unido.

### Medicamento contra COVID-19
No dia 5 de novembro de 2021,a Pfizer anunciou que havia desenvolvido o medicamento Paxlovid (PF-07321332; ritonavir), um comprimido que em estudos iniciais havia reduzido em 89% o risco de hospitalizações e mortes por Covid-19 em pessoas com ao menos uma comorbidade que aumentaria o risco de desenvolver Covid-19 grave.